# 크리스토퍼 가틴
크리스토퍼 가틴(Christopher Gartin, 1975년 1월 12일 ~ )은 미국의 배우이다.
뉴욕에서 태어났다.

## 출연 작품

### 영화
- 마더! (2017년) - 간부 역
- 37 (2014년)
- 머더 인 어 스몰 타운 (2013년)
- Son of Morning (2011) - 헨시 역
- 블랙 스완 (2010년)
- 더 굿: 리브 하드, 셀 하드 (2009년)
- 제인 도: 더 하더 데이 폴 (2006년)
- 플라이트플랜 (2005년) - 마이크 역
- 잔인한 달을 만드는 법 (1998년)
- 존스 (1996년) - 엘리 역
- 불가사리 2 (1995년)
- 맨티스 (1994년)
- 다니엘 스틸 - 사랑의 굴레 (1991, Changes)
- 가장 최근의 옛날 이야기 (1991년)
- 사랑의 소나타 (1990년)
- 사랑의 시련 (1984년)

### 텔레비전
- 트루 블러드 (2009)
- CSI: 과학수사대 (2014)